# Wilfred (serie televisiva 2011)
Wilfred è una sitcom statunitense trasmessa dal 2011 sul canale FX e basata sull'omonima serie televisiva australiana. Gli attori protagonisti sono Elijah Wood, nel ruolo di Ryan Newman, e il co-ideatore della serie Jason Gann, che riprende il ruolo del cane Wilfred, interpretato anche nella serie originale. La serie è stata adattata per il canale statunitense da David Zuckerman, già noto per lo sviluppo e la produzione de I Griffin.
Il 6 agosto 2011 la sitcom è stata rinnovata per una seconda stagione, il 31 ottobre 2012 per una terza,  il 2 ottobre 2013 per una quarta, la conclusiva.

## Trama
Ryan Newman è un giovane avvocato, depresso dopo il fallimento della sua carriera, che tenta il suicidio. La mattina seguente la sua vicina di casa, Jenna, bussa alla sua porta chiedendogli di badare al suo cane Wilfred per la giornata. Ryan è preso alla sprovvista, perché lui vede Wilfred come un essere umano travestito da cane irriverente, manipolatore, dedito a qualunque vizio e senza freni inibitori, mentre tutti gli altri lo vedono semplicemente come un normalissimo cane.

## Personaggi e interpreti
- Ryan Newman, interpretato da Elijah Wood, doppiato da Davide Perino.
È il giovane e depresso protagonista. Fallita la carriera da avvocato, Ryan è sull'orlo del suicidio fino a quando non incontra Wilfred, che gli suggerisce di vivere la vita a modo suo.
- Wilfred, interpretato da Jason Gann, doppiato da Fabrizio Vidale.
È il vecchio cane di Jenna, di sette anni. È protettivo verso la sua padrona e manipolativo nei confronti di Ryan, del quale diventa presto mentore. Fuma sigarette e marijuana, beve birra, mangia cibo spazzatura ed è incline a diversi vizi. Mentre Ryan lo vede come un uomo travestito da cane, agli occhi di tutti gli altri Wilfred è un normalissimo cane.
- Jenna, interpretata da Fiona Gubelmann, doppiata da Anna Cugini.
È l'attraente vicina di casa di Ryan, padrona di Wilfred.
- Kristen Newman, interpretata da Dorian Brown, doppiata da Chiara Gioncardi.
È la sorella maggiore di Ryan, che lavora come ostetrica.
- Drew, interpretato da Chris Klein, doppiato da Nanni Baldini.
È l'antipatico fidanzato di Jenna, odiato da Wilfred.

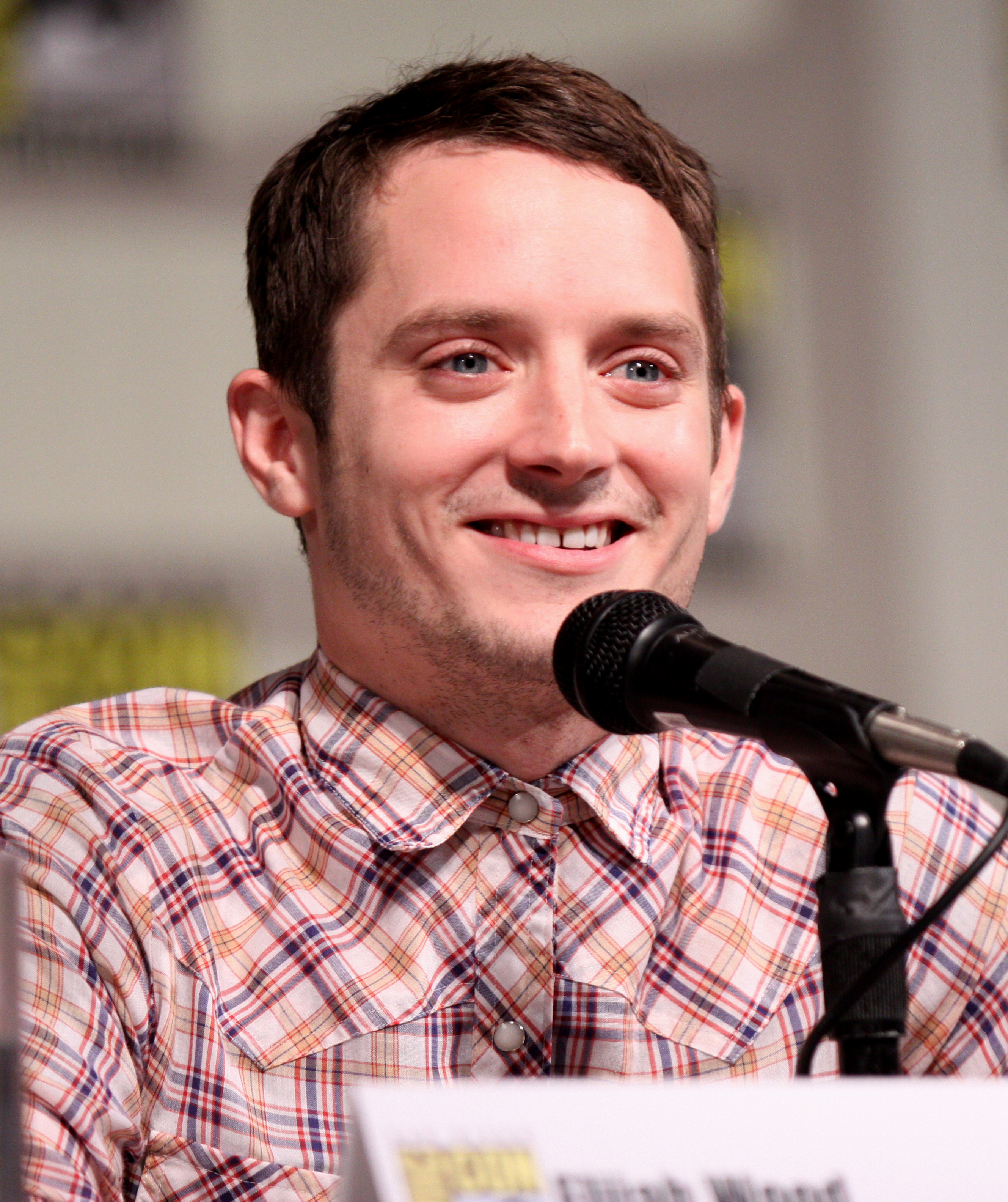
Elijah Wood interpreta Ryan Newman
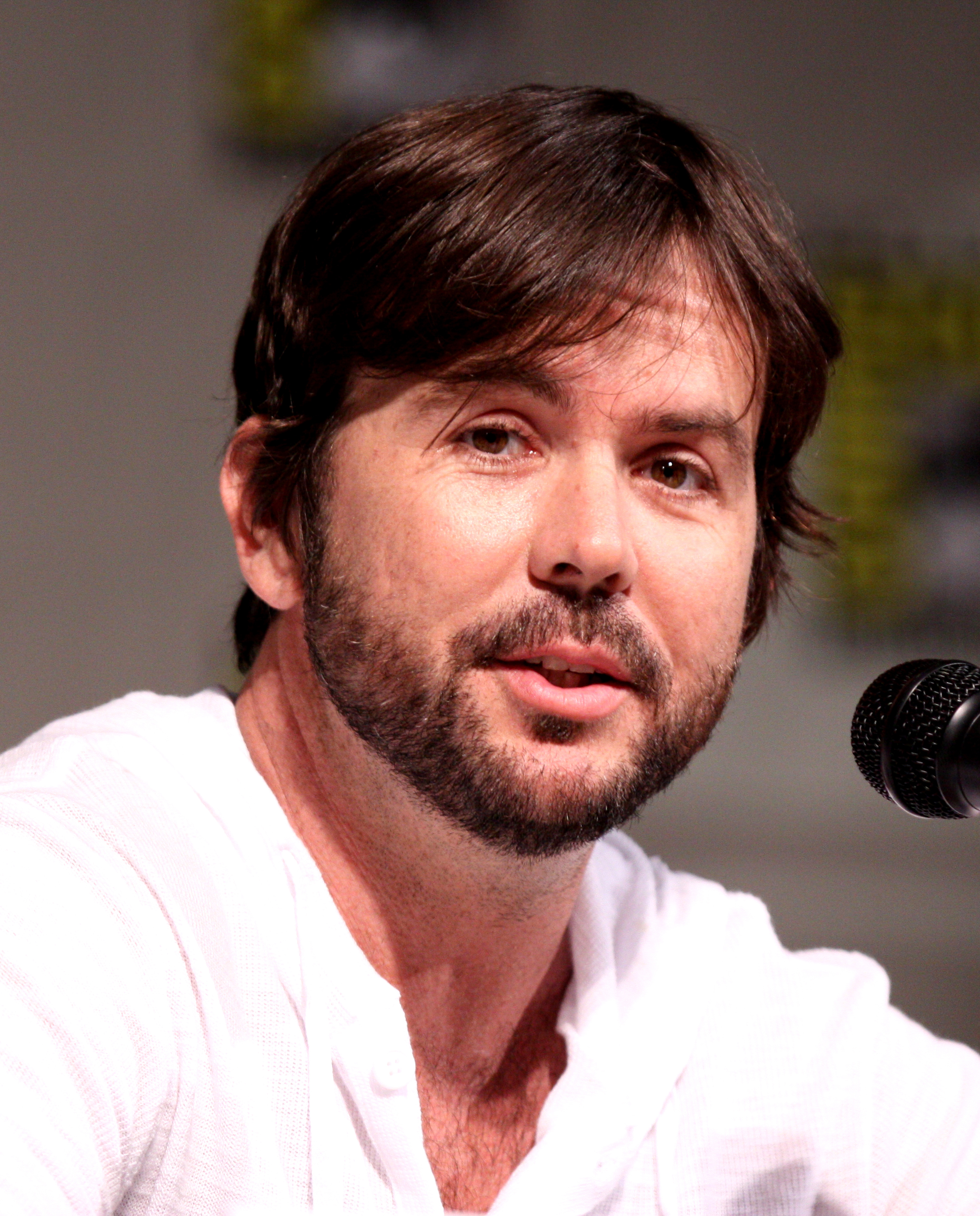
Jason Gann interpreta Wilfred
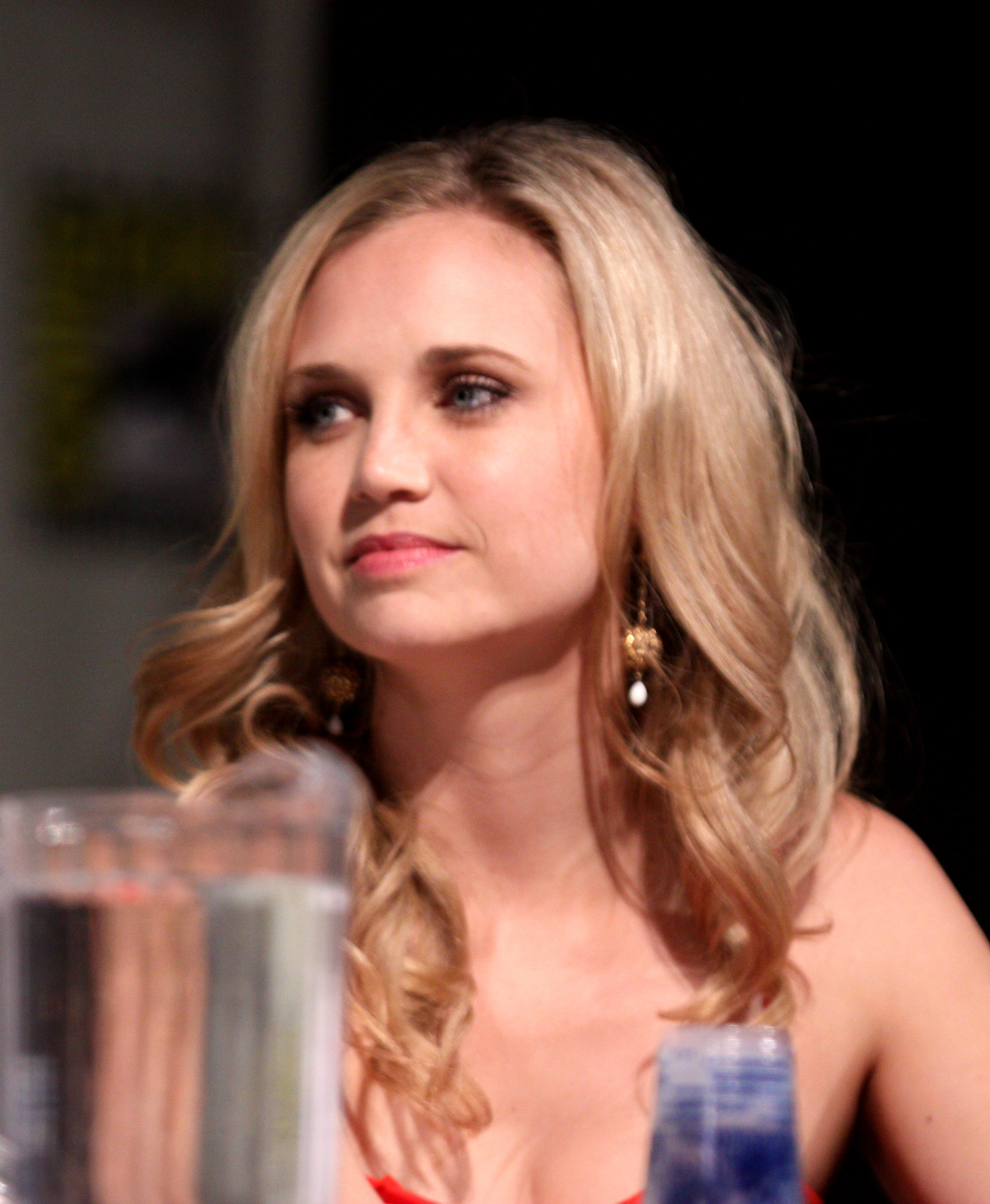
Fiona Gubelmann interpreta Jenna
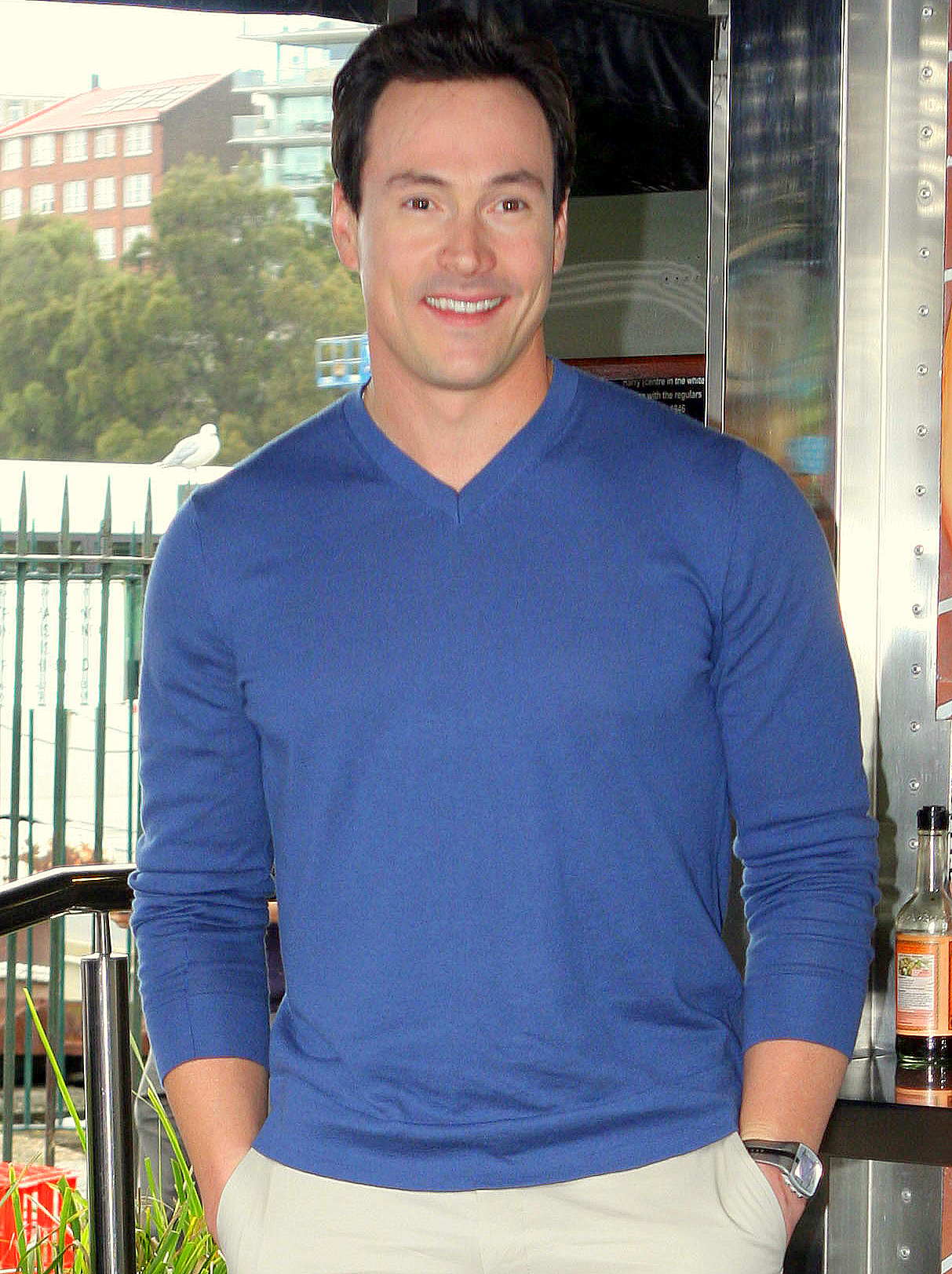
Chris Klein interpreta Drew

## Episodi
| Stagione         | Episodi | Prima TV USA | Prima TV Italia |
| ---------------- | ------- | ------------ | --------------- |
| Prima stagione   | 13      | 2011         | 2012-2013       |
| Seconda stagione | 13      | 2012         | 2014            |
| Terza stagione   | 13      | 2013         | 2014            |
| Quarta stagione  | 10      | 2014         | 2014-2015       |

## Produzione

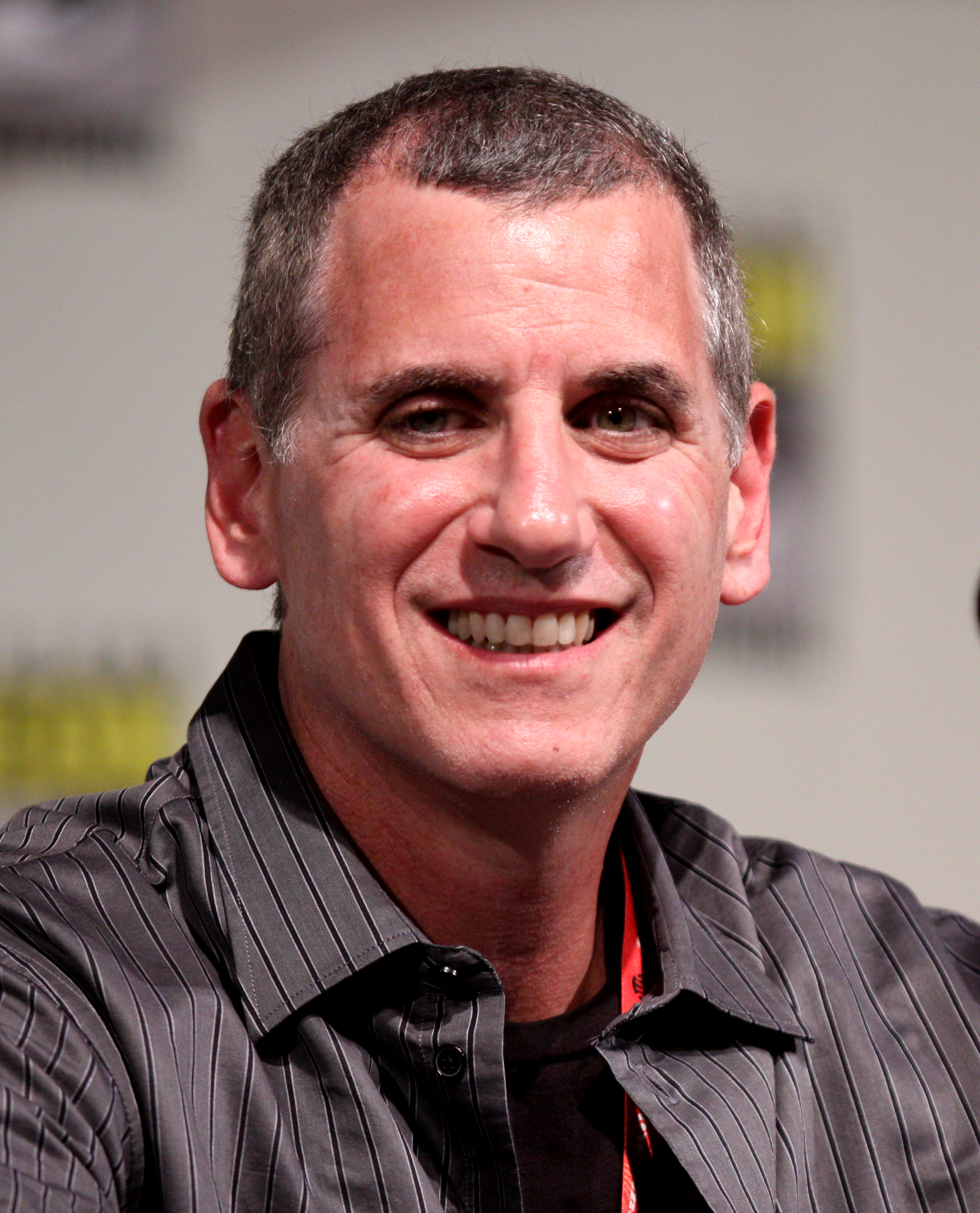
David Zuckerman ha adattato la serie televisiva per FX ed è uno dei produttori esecutivi.

### Sviluppo
La sitcom è basata sull'omonima serie televisiva australiana, acclamata dalla critica, ed è stata adattata per FX da David Zuckerman. Wilfred è prodotta da FX Productions, mentre tra i produttori esecutivi vi sono Zuckerman, Rich e Paul Frank, Jeff Kwatinetz, e Joe e Ken Connor della serie originale. Jason Gann e Randall Einhorn, co-ideatori della serie, sono i co-produttori esecutivi. Einhorn ha diretto 10 episodi della prima stagione e Victor Nelli Jr. ne ha diretti tre. L'episodio pilota, scritto da Zuckerman e diretto da Einhorn,  è stato girato nell'estate del 2010.
A differenza della versione australiana, che si concentra allo stesso modo su Wilfred, la sua padrona e il fidanzato di quest'ultima, la versione statunitense è presentata come una commedia buddy tra Wilfred e Ryan.

### Casting
La scelta di Elijah Wood per il ruolo di Ryan è stata annunciata il 19 giugno 2010. Ryan è stato descritto come «un giovane introverso e tormentato che lotta senza successo per farsi strada nel mondo, fino a quando non stringe un'amicizia unica con Wilfred, il cane della sua vicina». Il co-ideatore della serie Jason Gann ha ripreso il ruolo del cane Wilfred, un personaggio descritto da Zuckerman come un cane meticcio che è «in parte un Labrador Retriever e in parte un Russell Crowe dopo una sbronza». Fiona Gubelmann interpreta Jenna, padrona di Wilfred e vicina di casa di Ryan, che lavora come autrice per un notiziario locale. Inoltre Dorian Brown recita nel ruolo di Kristen, l'attenta e condiscendente sorella maggiore di Ryan.

## Accoglienza
Wilfred ha ricevuto recensioni miste, tendenzialmente positive, e il sito web Metacritic ha assegnato alla prima stagione della serie televisiva una media di 67 su 100, sulla base di 25 recensioni. David Wiegand del San Francisco Chronicle, nella sua recensione positiva sulla serie, ha affermato: «Wilfred opera su molti livelli, cosa che non può essere evidente finché non si smette di ridere». Il critico Tom Gliatto di People non ha invece dato una recensione positiva, affermando: «la serie è La strana coppia ridefinita dalla psicosi e dalla stravaganza. Non sto scuotendo la coda».